# خط نقل البيانات المتزامن

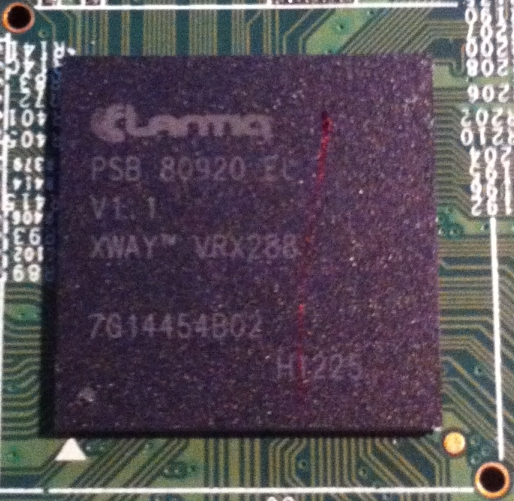

خط نقل البيانات المتزامن (بالإنجليزية: SDSL)‏ أو (symmetric digital subscriber line) هو خط اشتراك رقمي من نوع خط المشترك الرقمي يقوم بنقل البيانات الرقمية عبر الأسلاك النحاسية لشبكة الهاتف، حيث تكون سرعة التنزيل من الشبكة إلى المشترك، مطابقةً لسرعة الرفع من المشترك إلى الشبكة. يعتبر خط الاشتراك الرقمي المتماثل (SDSL) عكس خط الاشتراك الرقمي غير المتماثل الذي توفره تقنية ال ADSL، حيث تكون سرعة الرفع أقل من سرعة التنزيل.
ويتم بيع خطوط ال SDSL غالبًا لرجال الأعمال، بينما يتم بيع خطوط ال ADSL على كلًا من عملاء القطاع الخاص ورجال الأعمال.

## السمات الاساسية لخط نقل البيانات المتزامن
- تساوي سرعة تنزيل البيانات مع سرعة الرفع.

في الـ ADSL، تكون سرعة التنزيل مختلفة جدًا عن سرعة الرفع بنسبة 1:4. أي إن كانت سرعة التنزيل في ADSL تساوي 512 كيلوبت ستكون سرعة الرفع فيه تساوي 128 كيلو بت. خلافًا لتقنية الـSDSL حيث تكون سرعة التنزيل مساوية لسرعة الرفع. مثلًا إن كانت سرعة التنزيل 512 كيلوبت ستكون سرعة الرفع مساوية له 512 كيلوبت.